# Stazione di Mongardino
La stazione di Mongardino è una fermata ferroviaria della ferrovia Asti-Genova a servizio dell'omonimo comune. L'impianto è posto in frazione San Sebastiano, a circa 1,5 km dal centro abitato principale.

## Storia
La stazione di Mongardino venne attivata il 18 giugno 1893, all'apertura del tronco da Asti a Ovada della ferrovia Asti-Genova.
A partire dal 1992, con i lavori di ammodernamento della linea, il secondo binario fu eliminato con conseguente trasformazione in fermata.

## Strutture ed impianti

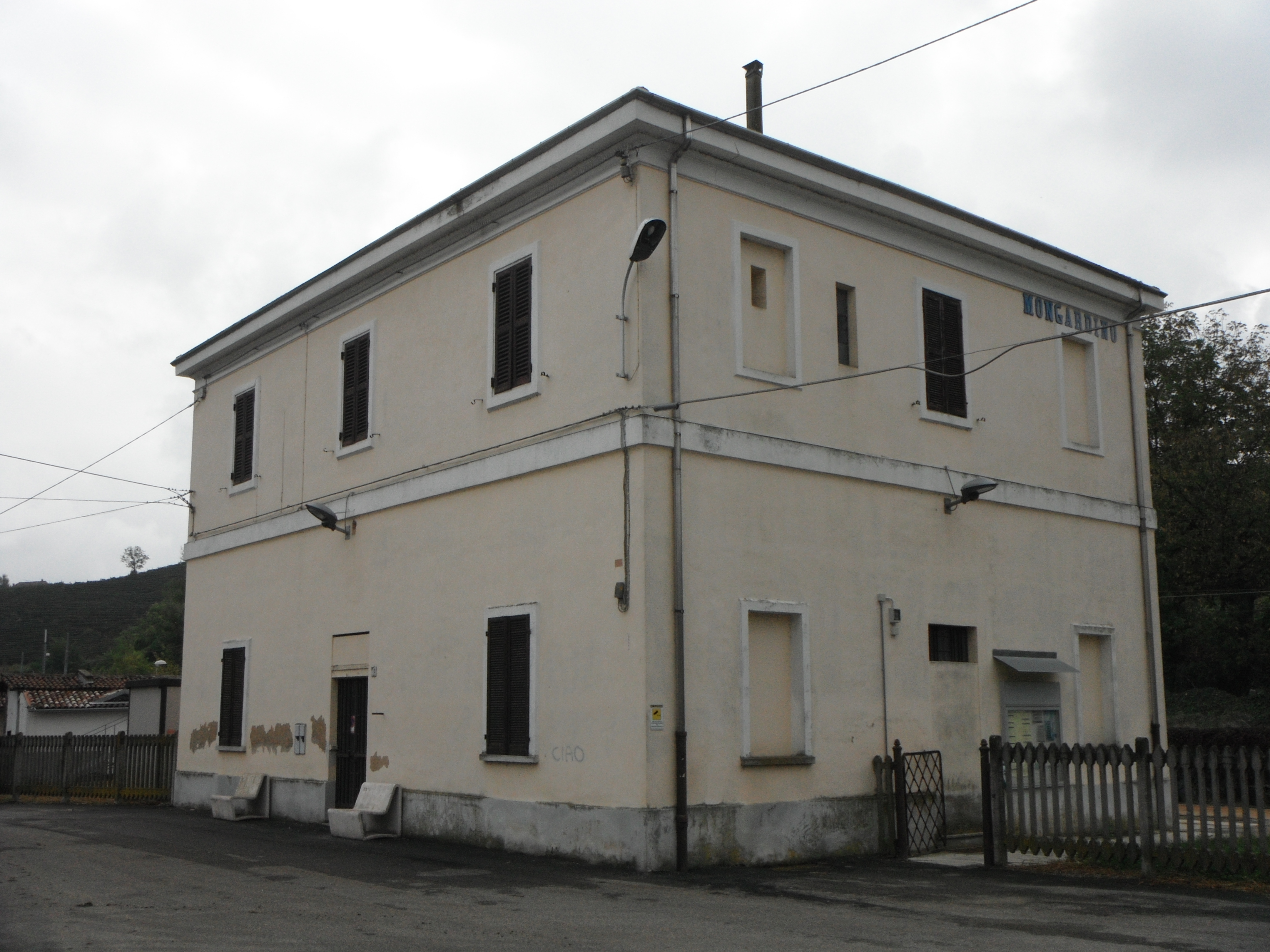
Il fabbricato viaggiatori sul lato strada.

L'originario piazzale binari disponeva di due binari passanti dedicati al traffico passeggeri, separati da una banchina ad isola posta principalmente al servizio del binario più esterno. Con i provvedimenti di risparmio e semplificazione attuati tra il 1991 e 1992, che portarono tra l'altro all'automazione della tratta, il binario in deviata propinquo al FV fu eliminato. Venne pertanto conservato unicamente il binario di corsa della linea e l'area precedentemente occupata dal primo binario venne semplicemente coperta al fine di creare un'unica banchina.
La fermata dispone di un fabbricato viaggiatori sviluppato su due piani fuori terra. A seguito dell'impresenziamento dell'impianto, lo stabile risulta completamente chiuso al pubblico ed in stato di abbandono. Sulla parete posta accanto al cancello di ingresso che collega la banchina al parcheggio esterno, sono collocate una bacheca contenente gli orari ferroviari in formato cartaceo e un'obliteratrice. Per ovviare alla chiusura della sala d'attesa è presente una piccola pensilina in vetro e ferro come riparo in caso di maltempo.
L'area dell'ex scalo merci, i cui binari tronchi a servizio sono stati completamente asportati, e dove è collocata una piccola cabina per il controllo del traffico da remoto, è sovente usata come deposito di materiale da parte di RFI in caso di lavori di manutenzione sulla linea.

## Servizi
La fermata viene classificata dal gestore Rete Ferroviaria Italiana all'interno della categoria bronze.

## Interscambi
Nei pressi della stazione sono attuati i seguenti interscambi:
- Fermata autobus